# Большая Елань (Пензенская область)
 Большая Елань  — село Пензенского района Пензенской области. Административный центр Большееланского сельсовета.

## География

Мемориал погибшим в годы Великой Отечественной войны и памятник Герою России, участнику второй чеченской войны Н. Н. Володину

Находится в центральной части Пензенской области на расстоянии приблизительно 21 км на юго-запад от областного центра города Пенза.

## История
Основано между 1700 и 1724 годы как помещичье сельцо. В 1747 году — село Архангельское, Елань-Пенза тож, Завального стана Пензенского уезда, было трое помещиков: всего 380 ревизских душ. В 1785 году показано за 3 помещиками так же. В 1795 году построены Покровская каменная церковь, в 1819 году-каменная кладбищенская Архангельская церковь. Перед отменой крепостного права 420 душ мужского пола 67 дворовых, 124 двора. В XIX — начале XX веков — центр Еланской волости Пензенского уезда. Современное название появилось во время переписи 1897 году для отличия от деревни Надеждино, Малая Елань тож. С 1860-х годы в селе распространён пуховязальный промысел: в 1902 году из 363 дворов в 100 вязали пуховые платки. В 1911 году — волостной центр Пензенского уезда, 374 двора. В 1955 году центральная усадьба колхоза имени Крупской. В селе организован государственный племенной завод крупного рогатого скота «Еланский» (1984 году) на базе одноимённого совхоза. В селе работали цех по приготовлению сыра, почта, магазин, дом быта, средняя школа, больница, аптека, сельский клуб, библиотека. В 2004 году-546 хозяйств.

## Население
| 1747  | 1782  | 1864  | 1877  | 1897  | 1911  | 1926  |
| ----- | ----- | ----- | ----- | ----- | ----- | ----- |
| 760   | ↗1580 | ↗1688 | ↗1785 | ↗2092 | ↗2289 | ↘2049 |
| 1930  | 1939  | 1959  | 1970  | 1979  | 1989  | 1998  |
| ↗2135 | ↘1280 | ↘974  | ↗1221 | ↗1400 | ↗1453 | ↘1379 |
| 2002  | 2010  |       |       |       |       |       |
| ↘1325 | ↘1288 |       |       |       |       |       |